# Zagora (Trebinje)
Pour les articles homonymes, voir Zagora.
Zagora (en serbe cyrillique : Загора) est un village de Bosnie-Herzégovine. Il est situé sur le territoire de la ville de Trebinje et dans la république serbe de Bosnie. Selon les premiers résultats du recensement bosnien de 2013, il ne compte plus aucun habitant.

## Géographie
Le village est entouré par les localités suivantes :
|                | Vrpolje Zagora |                              |
| Vrpolje Zagora | Zagora         | Podstrašivica Janjač Vlasače |
|                | Mesari Vlasače |                              |

## Démographie

### Évolution historique de la population dans la localité
| 1948 | 1953 | 1961 | 1971 | 1981 | 1991 | 2013 |
| ---- | ---- | ---- | ---- | ---- | ---- | ---- |
| -    | -    | 78   | 64   | 40   | 17   | 0    |

|  |

### Répartition de la population par nationalités (1991)
En 1991, les 17 habitants du village étaient tous serbes.

### Communauté locale
En 1991, la communauté locale de Zagora comptait 1 818 habitants, répartis de la manière suivante :